# Morgan Spurlock
Morgan Valentine Spurlock (Parkersburg, 7 novembre 1970 – New York, 23 maggio 2024) è stato un regista, sceneggiatore, produttore televisivo e documentarista statunitense.

## Biografia
Divenne noto soprattutto per il documentario del 2004 Super Size Me, nel quale dimostrò gli effetti negativi sulla salute derivanti dal sistematico consumo di pasti presso ristoranti della catena multinazionale McDonald's, mangiando per 30 giorni 3 pasti al giorno presso questi fast food.
Spurlock fu anche produttore esecutivo e protagonista del reality show statunitense 30 Days, ispirato proprio dall'esperimento a cui si sottopose. Spurlock si laureò con un Bachelor of Fine Arts in cinema alla scuola Tisch School of the Arts della New York University nel 1993. Durante le riprese di Super Size Me il regista mise in gioco la propria salute: il suo fisico resse a malapena lo sforzo alimentare di una dieta a base di prodotti del McDonald's.
Nel suo secondo documentario, Che fine ha fatto Osama Bin Laden? (2008), egli seguì la gestazione del suo primogenito durante la ricerca del nascondiglio di Osama Bin Laden in diversi paesi mediorientali. Il quarto documentario di Spurlock fu Come ti vendo un film (2011) narrante di come le grandi compagnie inseriscano nei film i loro spot pubblicitari. Nel 2013 girò il suo film-documentario This Is Us, un documentario sulla storia della boy band anglo-irlandese One Direction. Nel 2017 girò un altro film sulla grande industria alimentare, Super Size Me 2: Holy Chicken!, per sensibilizzare il suo pubblico sul modo con cui l'industria del pollo, o Big Chicken (catene come Tyson, Perdue, Pilgrim's, Koch Foods), inganni i consumatori illudendoli di mangiare "naturale", e come questo settore multimiliardario stia distruggendo le vite degli allevatori.
Successivamente fu coinvolto in accuse di molestie e abusi sessuali.
Morì a New York il 23 maggio 2024, all'età di 53 anni, per le complicazioni di un cancro.

## Filmografia
- Super Size Me (2004)
- Che fine ha fatto Osama Bin Laden? (Where in the World Is Osama Bin Laden?) (2008)
- The Simpsons 20th Anniversary Special - In 3-D! On Ice! – documentario TV (2010)
- Freakonomics (2010)
- Come ti vendo un film (The Greatest Movie Ever Sold) (2011)
- Comic-Con: Episode IV - A Fan's Hope (2011)
- Mansome (2012)
- One Direction: This Is Us (2013)
- Rats (2016)
- Super Size Me 2: Holy Chicken! (2017)

### Versioni originali
- Morgan Spurlock, Don't Eat This Book: Fast Food and the Supersizing of America, New York, Putnam's Sons, 2005, ISBN 0-399-15260-1.
- Morgan Spurlock, Where in the World Is Osama Bin Laden?, New York, Random House, 2008, ISBN 0-7393-6989-X.

### Versioni italiane
- Morgan Spurlock, Non mangiate questo libro, traduzione di Grechi A., Spila A., Fandango Libri, 2005, ISBN 88-87517-81-9.
- Morgan Spurlock, Che fine ha fatto Osama bin Laden?, traduzione di Buzza F., Fandango Libri, 2008, ISBN 88-6044-108-0.